# SE-06
A SE-06 é uma via do município de Nova Iguaçu, chamada de Avenida Carlos Marques Rollo. Possui 1,2 km de extensão, ligando o bairro de Vila Nova à Estrada Dr. Plínio Casado, em Califórnia. É uma via importantíssima, pois além de servir de limite entre os municípios de Nova Iguaçu e Mesquita, serve de acesso à Dutra e a Belford Roxo.
Detalhe: a Via Light passa sobre a Marques Rollo, e não a cruzando, como nas outras vias do Centro de Nova Iguaçu.